# 김광석 다시 부르기 2
김광석의 《김광석 다시 부르기 1》에 이은 두 번째 리메이크 음반이다. 《김광석 다시 부르기 1》은 동물원과 본인의 음반 리메이크 음반이었다면, 《김광석 다시 부르기 2》는 '한국 모던포크의 대표곡'모음곡이자, 당시 음악창작자들에 대한 헌정 음반이다.

## 수록곡
| #             | 제목                                   | 작사          | 작곡          | 편곡          | 재생 시간 |
| ------------- | -------------------------------------- | ------------- | ------------- | ------------- | --------- |
| 1.            | 〈바람과 나〉                          | 한대수        | 한대수        | 조동익        | 3:54      |
| 2.            | 〈그녀가 처음 울던 날〉                | 이정선        | 이정선        | 조동익        | 2:53      |
| 3.            | 〈두바퀴로 가는 자동차〉               | 양병집        | 번안곡        | 조동익        | 3:13      |
| 4.            | 〈잊혀지는 것〉                        | 김창기        | 김창기        | 조동익        | 4:14      |
| 5.            | 〈불행아〉                             | 김의철        | 김의철        | 조동익        | 3:30      |
| 6.            | 〈어느 60대 노부부 이야기〉            | 김목경        | 김목경        | 조동익        | 4:25      |
| 7.            | 〈내 사람이여〉                        | 백창우        | 백창우        | 조동익        | 5:51      |
| 8.            | 〈변해가네〉                           | 김창기        | 김창기        | 조동익        | 4:32      |
| 9.            | 〈새장속의 친구〉                      | 유준열        | 유준열        | 조동익        | 3:13      |
| 10.           | 〈나의 노래〉                          | 한동헌        | 한동헌        | 김광석        | 3:44      |
| 11.           | 〈너무 아픈 사랑은 사랑이 아니었음을〉 | 류근          | 김광석        | 조동익        | 5:39      |
| 총 재생 시간: | 총 재생 시간:                          | 총 재생 시간: | 총 재생 시간: | 총 재생 시간: | 45:48     |

## 수록곡 설명
1. 〈바람과 나〉
가수 한대수의 1집 음반 《멀고 먼 길》(1974년) Side A 3번 트랙에 수록된 곡이다.
2. 〈그녀가 처음 울던 날〉
가수 이정선이 1984년에 참여했던 음반 《84 젊은이의 노래》(1988년) Side B 2번 트랙에 수록된 곡이다.
3. 〈두 바퀴로 가는 자동차〉
〈Don't Think Twice, It's All Right〉의 번안곡으로 가수 양병집의 1집 음반 《넋두리》(1974년) Side B 4번 트랙 〈역 逆〉으로 수록된 곡을 재해석한 곡이다.
4. 〈잊혀지는 것〉
그룹 동물원 1집 음반 《동물원》(1988년) Side A 3번 트랙에 수록된 곡이다.
5. 〈불행아〉
 가수 김의철의 1집 음반 《김의철 노래 모음》(1974년) Side B 〈저 하늘의 구름따라 (불행아)〉로 수록된 곡이다.
6. 〈어느 60대 노부부의 이야기〉
가수 김목경의 1집 음반 《Old Fashioned Man》 (1990년) 8번 트랙에 수록된 곡이다.
7. 〈내 사람이여〉
가수 이동원의 《이별노래》(1984년) 4번 트랙에 수록된 곡이다.
8. 〈변해가네〉
그룹 동물원의 1집 음반 《동물원》(1988년) Side B 2번 트랙에 수록된 곡이다.
9. 〈새장속의 친구〉
그룹 동물원의 2집 음반 《동물원 두 번째 노래모음》(1988년) 2번 트랙에 수록된 곡이다.
10. 〈나의 노래〉
가수 김광석 3집 음반 《김광석 3번째 노래모음》(1992년) 2번 트랙에 수록된 곡이다.
11. 〈너무 아픈 사랑은 사랑이 아니었음을〉
가수 김광석 4집 음반 《김광석 네 번째》(1994년) 5번 트랙에 수록된 곡이다.